# Artafernes (filho de Artafernes)
Artafernes foi um general persa, filho de Artafernes e sobrinho de Dario I.
Ele foi nomeado, junto com Dátis, para assumir o comando da expedição enviada por Dario para punir Atenas e Erétria por seu apoio à Revolta Jônica. Artafernes e Dátis sitiaram e destruíram Erétria, mas foram derrotados pelos atenienses na Batalha de Maratona em 490 a.C.
Dez anos depois, Artafernes é registrado como comandante dos lídios e mísios na segunda invasão persa da Grécia.